# Sybrand van Beest
Sybrand van Beest (Den Haag, 1610 – Amsterdam, 1674), was een kunstenaar uit de Nederlandse Gouden Eeuw, bekend als kunstschilder.

## Biografie
Van Beest werd geboren rond 1610, waarschijnlijk in Den Haag. Hij werd leerling en secretaris van Pieter van Veen (1563-1629), pensionaris, kunstschilder en musicus uit Den Haag. Na de dood van zijn leermeester in 1629 verhuisde hij naar zijn broer Simon van Veen. In 1640 werd hij lid van het Haagse Sint-Lucasgilde. In 1656 was hij mede-oprichter van Confrerie Pictura. Later werd hij daar hoofdman (1659 - 1663) en deken (1662). Rond 1670 vertrok Van Beest naar Amsterdam. De reden hiervoor is onbekend. Sybrand van Beest stierf in Amsterdam in 1674 en werd op 27 januari begraven bij de regulierstoren aan de Kalverstraat.

## Kunst
Van Beest werd vooral bekend als schilder van stadsmarkten (voornamelijk groenten- en varkensmarkt), keukenscènes en (winter)stadslandschappen. Twee werken met gezantschappen vormen een uitzondering op het oeuvre: "Het gezantschap van de Tsaar van Moscovië op weg naar de Statenvergadering in Den Haag, 4 november 1631", zijn oudst bekende werk, en "Vertrek van koningin Henrietta Maria van Frankrijk, 29 januari 1643". Mogelijk was Sybrand van Beest zelf betrokken bij de laatste gebeurtenis. Hij werd als schilder beïnvloed door Isaac van Ostade (landschappen) en Jan van Goyen (genrekunst). Een aantal bronnen vermelden ook Adriaen Pietersz. van de Venne als leermeester van Sybrand van Beest.
Uit het kleine aantal bekende werken vermoedt men dat de schilderkunst voor Sybrand niet het hoofdberoep was.

## Lijst van schilderijen
| Titel                                                                                                   | Datering  | Verblijfplaats                           | Afbeelding |
| --- | --------- | ---------------------------------------- | ---------- |
| Het gezantschap van de Tsaar van Moscovië op weg naar de Statenvergadering in Den Haag, 4 november 1631 | 1631-1674 | Rijksmuseum Amsterdam, Amsterdam         |            |
| Varkensmarkt                                                                                            | 1638      | Mauritshuis, Den Haag                    |            |
| Dorpsmarkt                                                                                              | 1644      | Saltram, Devon                           |            |
| De varkensmarkt te Den Haag                                                                             | 1650      | Museum Bredius, Den Haag                 |            |
| De groentemarkt te Den Haag in de winter                                                                | 1650      | Hoogsteder & Hoogsteder, Den Haag        |            |
| Straat in Den Haag                                                                                      | Ca. 1650  | Koninklijk Kasteel, Warschau             |            |
| Vrouwe Wereld: allegorie van de vergankelijkheid                                                        |           | Hoogsteder & Hoogsteder, Den Haag        |            |
| Groentemarkt                                                                                            |           | Rijksmuseum Amsterdam, Amsterdam         |            |
| Een groente- en vruchtenmarkt                                                                           | 1652      | Museum Boijmans van Beuningen, Rotterdam |            |
| Interieur                                                                                               | 1671      | Centraal Museum, Utrecht                 |            |

- Biografisch Portaal: 13805181
- Digitale Bibliotheek voor de Nederlandse Letteren: bees004
- Gemeinsame Normdatei: 1085170128
- KulturNav: e55435f0-a647-4f6a-9b99-b61e912c1c59
- RKD-Nederlands Instituut voor Kunstgeschiedenis: 5911
- Union List of Artist Names: 500012252
- Virtual International Authority File: 95755890